# Varicopsella luzonensis
Varicopsella luzonensis är en insektsart som beskrevs av Baltasar Merino 1936. Varicopsella luzonensis ingår i släktet Varicopsella och familjen dvärgstritar. Inga underarter finns listade i Catalogue of Life.